# مدرسة ابن الشمحل (بغداد)
مدرسة ابن الشمحل  مدرسة تاريخية تقع في بغداد، يعود تأسيسها إلى العصر العباسي. وهي من المدارس الحنبلية التي تقع في الجزء الشرقي من المدينة، بباب الأزج بالمأمونية. بناها عمر بن الشمحل في عام 1161، واُعطيت إلى إبراهيم بن دينار، وهو الشيخ أبو حكيم النهرواني، فجلس فيها وأعاد له فيها  إبن الجوزي. وقد سُلمت هذه المدرسة لابن الجوزي بعدما درس فيها أبو حكيم النهرواني مدة شهرين، وبذلك صار ابن الجوزي مدرسها. إلا أن المدرسة لم تعد موجودة اليوم.